# Lijst van rijksmonumenten in Oostelbeers
De plaats Oostelbeers telt 27 inschrijvingen in het rijksmonumentenregister. Hieronder een overzicht.
| Object | Oorspronkelijke functie?  | Bouwjaar                                          | Architect              | Locatie                          | Coördinaten?                  | Nr.?   | Afbeelding        |
| --- | ------------------------- | ------------------------------------------------- | ---------------------- | -------------------------------- | ----------------------------- | ------ | ----------------- |
| R.K. Pastorie | Kerkelijke dienstwoning   | 19e eeuw                                          |                        | Kerkstraat 8                     | 51° 28' 18" NB, 5° 16' 9" OL  | 31598  | Meer afbeeldingen |
| Ruïne van de middeleeuwse kerktoren buiten de dorpskom | Kerk en kerkonderdeel     | eerste helft 14e eeuw                             |                        | Hillestraat bij 2                | 51° 27' 55" NB, 5° 15' 59" OL | 31599  | Meer afbeeldingen |
| Boerderij van het Kempische langgeveltype, met ingang in de kopgevel, rieten dak met voet van pannen. Met houten schuur onder rieten dak                                                                                 | Boerderij                 | 1840 (jaarstenen)                                 |                        | Kerkstraat 3                     | 51° 28' 21" NB, 5° 16' 11" OL | 31600  | Meer afbeeldingen |
| Boerderij van het Kempische langgeveltype, met rieten wolfdak met voet van pannen, met vrijstaande deels bakstenen, deels houten schuur onder rieten wolfdak. Een tweede schuur onder rieten wolfdak achter de boerderij | Boerderij                 | 1820                                              |                        | Kerkstraat 7                     | 51° 28' 20" NB, 5° 16' 11" OL | 31601  | Meer afbeeldingen |
| Buitenplaats Baest: hoofdgebouw | Kasteel, buitenplaats     | 1500                                              |                        | Dr. Jan van de Mortellaan 13     | 51° 29' 21" NB, 5° 15' 13" OL | 511507 | Meer afbeeldingen |
| Buitenplaats Baest: historische tuin- en parkaanleg | Tuin, park en plantsoen   | 1500                                              |                        | Dr. Jan van de Mortellaan bij 13 | 51° 29' 21" NB, 5° 15' 13" OL | 511509 | Meer afbeeldingen |
| Buitenplaats Baest: hek en brug | Erfscheiding              | 18e eeuw (hek) vroeg 20e eeuw (bakstenen pijlers) |                        | Dr. Jan van de Mortellaan bij 13 | 51° 29' 22" NB, 5° 15' 16" OL | 511510 | Upload foto       |
| Buitenplaats Baest: tuinhuis | Tuin, park en plantsoen   | 1800-1850                                         |                        | Dr. Jan van de Mortellaan bij 13 | 51° 29' 20" NB, 5° 15' 10" OL | 511511 | Upload foto       |
| Buitenplaats Baest: moestuinmuur | Erfscheiding              | 1700-1800                                         |                        | Dr. Jan van de Mortellaan bij 13 | 51° 29' 20" NB, 5° 15' 7" OL  | 511512 | Upload foto       |
| Buitenplaats Baest: zonnewijzersokkel | Tuin, park en plantsoen   | 1700-1750                                         |                        | Dr. Jan van de Mortellaan bij 13 | 51° 29' 21" NB, 5° 15' 12" OL | 511513 | Upload foto       |
| Buitenplaats Baest: erfmuur | Erfscheiding              | 1800-1900                                         |                        | Dr. Jan van de Mortellaan bij 11 | 51° 29' 23" NB, 5° 15' 12" OL | 511514 | Meer afbeeldingen |
| Buitenplaats Baest: koetshuis annex dienstwoning | Bijgebouwen kastelen enz. | 1800-1900                                         |                        | Dr. Jan van de Mortellaan 9      | 51° 29' 23" NB, 5° 15' 10" OL | 511515 | Meer afbeeldingen |
| Buitenplaats Baesterhoef: grote dienstwoning, genaamd baesterhoef | Bijgebouwen kastelen enz. | 1500-1600                                         |                        | Dr. Jan van de Mortellaan 11     | 51° 29' 23" NB, 5° 15' 12" OL | 511516 | Meer afbeeldingen |
| Buitenplaats Baest: schuur | Bijgebouwen kastelen enz. | 1700-1800                                         |                        | Dr. Jan van de Mortellaan bij 11 | 51° 29' 23" NB, 5° 15' 12" OL | 511517 | Meer afbeeldingen |
| Buitenplaats Baest: poorthuis | Bijgebouwen kastelen enz. | 1938                                              |                        | Dr. Jan van de Mortellaan 3      | 51° 29' 22" NB, 5° 15' 5" OL  | 511518 | Meer afbeeldingen |
| Buitenplaats Baest: voormalige tuinmanswoning | Bijgebouwen kastelen enz. | 1800-1900                                         |                        | Dr. Jan van de Mortellaan 7      | 51° 29' 23" NB, 5° 15' 7" OL  | 511519 | Meer afbeeldingen |
| Buitenplaats Baest: voormalige poortwachterswoning "Eikenhoef" | Bijgebouwen kastelen enz. | 1800-1900                                         |                        | Dr. Jan van de Mortellaan 5      | 51° 29' 23" NB, 5° 15' 7" OL  | 511520 | Meer afbeeldingen |
| Buitenplaats Baest: voormalige poortwachterswoning "Masthoef" met stal en schuur | Bijgebouwen kastelen enz. | ca. 1900                                          |                        | Dr. Jan van de Mortellaan 4      | 51° 28' 53" NB, 5° 15' 16" OL | 511521 | Upload foto       |
| Buitenplaats Baest: boerderij genaamd "Lindehoef" | Bijgebouwen kastelen enz. | 1774-1776                                         |                        | Dr. Jan van de Mortellaan 2      | 51° 29' 16" NB, 5° 15' 7" OL  | 511522 | Meer afbeeldingen |
| Buitenplaats Baest: poortwachterswoning met stal genaamd "Beukehoef" | Bijgebouwen kastelen enz. | 1774-1775                                         |                        | Dr. Jan van de Mortellaan 1      | 51° 29' 41" NB, 5° 15' 18" OL | 511523 | Meer afbeeldingen |
| Buitenplaats Baest: veldkapel (Theresiakapel) | Bijgebouwen kastelen enz. | 1938                                              |                        | Dr. Jan van de Mortellaan bij 13 | 51° 29' 20" NB, 5° 15' 49" OL | 511524 | Upload foto       |
| R.K. Kerk van de H. Andreas en Antonius van Padua | Kerk en kerkonderdeel     | 1933-1934                                         | M. van Beek            | Kerkstraat 10                    | 51° 28' 17" NB, 5° 16' 11" OL | 519175 | Meer afbeeldingen |
| Toren van de H. Andreas en Antonius van Padua | Kerk en kerkonderdeel     | 1893                                              | P. Boots & C. Franssen | Kerkstraat 17                    | 51° 28' 19" NB, 5° 16' 12" OL | 519176 | Meer afbeeldingen |
| Molenaarswoning | Bedrijfs-,fabriekswoning  | 1854                                              |                        | Kerkstraat 4                     | 51° 28' 20" NB, 5° 16' 10" OL | 519190 | Molenaarswoning   |
| Grafkapel | Kerk en kerkonderdeel     | 1893                                              | C. Franssen            | Kerkstraat 17                    | 51° 28' 19" NB, 5° 16' 12" OL | 520058 | Meer afbeeldingen |
| Hek met beelden | Kerk en kerkonderdeel     |                                                   |                        | Kerkstraat 17                    | 51° 28' 19" NB, 5° 16' 12" OL | 520059 | Hek met beelden   |
| Terrein waarin de overblijfselen van een kerk, een voormalig kerkhof en een akkercomplex | Archeologisch monument    |                                                   |                        |                                  | 51° 27' 56" NB, 5° 16' 2" OL  | 524079 | Upload foto       |